# Esgrima als Jocs Olímpics d'estiu de 1900 - Sabre
El sabre  va ser una de les proves d'esgrima disputades als Jocs Olímpics de París de 1900. En ella hi prengueren part 23 tiradors representants de 7 nacions.

## Medallistes
| Or                    | Plata         | Bronze           |
| Georges de la Falaise | Léon Thiébaut | Siegfried Flesch |

## Ronda preliminar
Els tiradors són distribuïts en quatre grups on s'enfronten tots contra tots entre el 19 i el 20 de juny. Els quatre millors de cada grup passen a semifinals. Es desconeix com estaven distribuïts els participants, així com el nom de molts dels participants.
| Nom                           |
| ----------------------------- |
| Maurice Boisdon               |
| de Bossière                   |
| Dutertre                      |
| Georges de la Falaise         |
| Fedreghini                    |
| Siegfried Flesch              |
| Mauricio Ponce de Léon        |
| Harstein                      |
| Hugó Hoch                     |
| Pierre Georges Louis d'Hugues |
| Gyula von Iványi              |
| Léon Lécuyer                  |
| Camillo Müller                |
| Amon Ritter von Gregurich     |
| Heinrich von Tenner           |
| Léon Thiébaut                 |
| Stagliano                     |
| Todoresku                     |
| de Boffa                      |
| Lafourçade-Cortina            |
| Alfons Schöne                 |
| Casimir Semelaignes           |
| Fernand Semelaignes           |

## Semifinals
Els 16 tiradors que van arribar a semifinals foren dividits en dues sèries de 8 tiradors. S'enfrontaren seguint el sistema de tots contra tots el 22 de juny i els quatre primers de cada sèrie passaren a la final.
| Semifinal A | Semifinal A                   |
| Posició     | Nom                           |
| ----------- | ----------------------------- |
| 1           | Gyula von Iványi              |
| 2           | Camillo Müller                |
| 3           | Siegfried Flesch              |
| 4           | Georges de la Falaise         |
| 5-8         | Maurice Boisdon               |
| 5-8         | Harstein                      |
| 5-8         | Pierre Georges Louis d'Hugues |
| 5-8         | Fedreghini                    |

| Semifinal B | Semifinal B               |
| Posició     | Nom                       |
| ----------- | ------------------------- |
| 1           | Amon Ritter von Gregurich |
| 2           | Heinrich von Tenner       |
| 3           | de Boissière              |
| 4           | Léon Thiébaut             |
| 5-8         | Hugó Hoch                 |
| 5-8         | Mauricio Ponce de Léon    |
| 5-8         | Stagliano                 |
| 5-8         | Todoresku                 |

## Final
La final, amb el sistema de tots contra tots, va reunir 8 tiradors.
| Posició | Nom                       | Victòries | Derrotes |
| ------- | ------------------------- | --------- | -------- |
| Or      | Georges de la Falaise     | 6         | 1        |
| Plata   | Léon Thiébaut             | 5         | 2        |
| Bronze  | Siegfried Flesch          | 4         | 3        |
| 4       | Amon Ritter von Gregurich | 4         | 3        |
| 5       | Gyula von Iványi          | 3         | 4        |
| 6       | de Boissière              | 3         | 4        |
| 7       | Heinrich von Tenner       | 2         | 5        |
| 8       | Camillo Müller            | 1         | 6        |